# Waldo Vila Gilabert
Waldo Vila Gilabert (né à Antibes en 1978), est un des meilleurs joueurs de pelote valencienne. Il a été membre de la Sélection de Pelote valencienne. C’est un joueur les plus difficiles à battre actuellement[Quand ?].
En 2001, il s’est essayé à l’Echelle et Corde alors que sa grande spécialité est le Raspall. Les résultats n’ont pas été à la hauteur de ses espérances et il est retourné à sa modalité d’origine. C’est aussi un excellent joueur de Fronton valencien.

## Palmarès

### Raspall
- Vice-champion Trophée Mancomunitat de Municipis de La Safor : 1999
- Champion du Championnat individuel de Raspall : 2000, 2002, 2004, 2005 et 2007
- Vice-champion du Championnat individuel de Raspall : 1999
- Champion du Championnat par équipes de Raspall : 1999, 2003 et 2004
- Vice-champion Championnat par équipes de Raspall : 2000, 2002 et 2005
- Champion du Trophée Gregori Maians d'Oliva : 2008
- Vice-champion du Trophée Gregori Maians d'Oliva : 2007

### Fronton
- Champion de l’Open Ville de Valence : 2002
- Champion de l'Obert d'Albal : 2006

### Championnats internationaux de pelote
- Champion du Mondial de Llargues, Valence : 2000